# 建石智成
建石 智成（たていし ともなり、1975年11月12日 - ）は、日本のキックボクサー。東京都出身。身長166cm、体重53kg。尚武会所属。元新日本キックボクシング協会フライ級王者。

## 来歴
1998年6月、深津飛成に5回ダウンを奪われてＫＯ負け。2000年3月、深津飛成にダウンを奪うも2回ダウンを奪い返されて判定負け。2001年5月、深津飛成にダウンを奪うも判定ドロー。2003年3月、深津飛成に判定勝ちし、4回目の対戦で初勝利しついに新日本キックボクシング協会フライ級王者となる。2004年1月、深津飛成に判定勝ち。
2004年8月、チョークソンバットに判定勝ち。2004年9月、キム・ヨンミンに判定勝ち。
2005年6月、チョ・デヨンにＴＫＯ負け。2005年8月、チョ・デヨンに判定ドロー。2006年6月、アトム崇貴に判定勝ち。2006年8月、レオンケイスケに判定ドロー。